# آسیمبسکالین
آسیمبسکالین (به انگلیسی: Asymbescaline) با فرمول شیمیایی C۱۳H۲۱NO۳ یک ترکیب شیمیایی با شناسه پاب‌کم ۴۵۳۶۷ است؛ که جرم مولی آن ۲۳۹٫۳۱ g/mol می‌باشد.